# Mount McKenzie
Mount McKenzie ist ein pyramidenförmiger und 2255 m hoher Berg im ostantarktischen Mac-Robertson-Land. In den Amery Peaks der Aramis Range in den Prince Charles Mountains ragt er 5,5 km südöstlich des Gebirgskamms Saxton Ridge auf.
Teilnehmer der von 1956 bis 1957 dauernden Forschungsreise im Rahmen der Australian National Antarctic Research Expeditions unter der Leitung des australischen Bergsteigers William Gordon Bewsher (1924–2012) entdeckten ihn. Das Antarctic Names Committee of Australia (ANCA) benannte den Berg nach John Alexander McKenzie (1907–1972), Koch auf der Mawson-Station im Jahr 1956.